# Lienener Berg
Der Lienener Berg ist eine Erhebung im Tecklenburger Land nahe der namensgebenden Ortschaft Lienen. Er hat eine Höhe von 225 m und ist die zweithöchste Erhebung im Tecklenburger Land.
Der Hermannsweg, der über den Kamm des Teutoburger Waldes verläuft, berührt auch den Lienener Berg. Eine Besonderheit ist die Serpentine, die Lienen mit dem Holperdorp verbindet. Sie gilt als einer der nördlichsten Serpentinen in Deutschland. Auf dem Berg liegt ein Kalkwerk mit angeschlossenen Kalksteinbruch. Im Sommer lockt der Berg wegen seiner in der Umgebung einzigartigen Schönheit zahlreiche Motorradfahrer ins Tecklenburger Land.